# Stephen Gray
Stephen Gray (ur. w grudniu 1666 w Canterbury, zm. 7 lutego 1736 w Londynie) – angielski barwiarz, astronom amator i naukowiec, który jako pierwszy prowadził systematyczne eksperymenty nad przewodnictwem elektrycznym. Uznawany jest za jednego z ojców elektryczności. Dwukrotny laureat Medalu Copleya (1731 i 1733).

## Życiorys
Stephen Gray urodził się w Canterbury w hrabstwie Kent jako syn barwiarza Mathiasa Graya, u którego był terminatorem. Swoje zainteresowania astronomią i naukami przyrodniczymi rozwijał, ucząc się samodzielnie, dzięki wsparciu zamożnych przyjaciół, którzy użyczali mu swych bibliotek i narzędzi naukowych.
Skonstruował własne soczewki i teleskop, przy pomocy którego dokonał kilku drobnych odkryć głównie w zakresie plam słonecznych. Niektóre z jego raportów zostały opublikowane przez Towarzystwo Królewskie za pośrednictwem znajomego Henry'ego Hunta. Obserwacje prowadzone od lat 90. XVII wieku do 1716 roku dotoczyły również zaćmień Słońca, zaćmień Księżyca, Jowisza i wielu innych ciał niebieskich.
Część prac trafiło do Johna Flamsteeda, który był pierwszym angielskim astronomem królewskim i budowniczym nowego obserwatorium w Greenwich. Gray wykonał dla Johna Flamsteeda wiele obserwacji i kalkulacji w ramach prób stworzenia szczegółowych gwiazdozbiorów nieba, które miały rozwiązać problem określenia długości geograficznej w nawigacji oceanicznej.
Stephen Gray uczestniczył również w pracach nad drugim angielskim obserwatorium budowanym w Canterbury, które to przedsięwzięcie upadło z powodu złego zarządu Rogera Cotesa (przyjaciela Isaaca Newtona), w wyniku czego Gray powrócił do branży barwiarskiej.
W 1719, dzięki wstawiennictwu Johna Flamsteeda oraz sir Hansa Sloane’a, Gray dotknięty ubóstwem uzyskał miejsce w Charterhouse w Londynie, gdzie ponownie zaczął eksperymenty z elektrycznością statyczną za pomocą szklanej rurki jako generatora tarcia.

## Osiągnięcia naukowe
Pewnej nocy w swoim pokoju w Charterhouse zauważył, że korek w końcu jego rurki wytwarzał siłę przyciągania na małe kawałeczki kartek oraz na plewy, gdy rurka została potarta. Obserwacje te stały się później podstawą twierdzenia, iż „moc elektryczna” może być przenoszona na odległość, z przedmiotu na przedmiot, przy pomocy metali i wilgotnych włókien. Dalsze eksperymenty i obserwacje badawcze przyczyniły się do podziału ciał na przewodniki i izolatory (nazwy zastosowane przez Johna Desaguliersa).
W roku 1731 Towarzystwo Królewskie przyznało mu pierwszy Medal Copleya za prace nad przewodnictwem i izolacją elektryczną, a w roku 1732 drugi Medal Copleya za doświadczenia z indukcyjnością. W roku 1732 Gray został członkiem Towarzystwa Królewskiego.